# Proteste für die Republik 2007

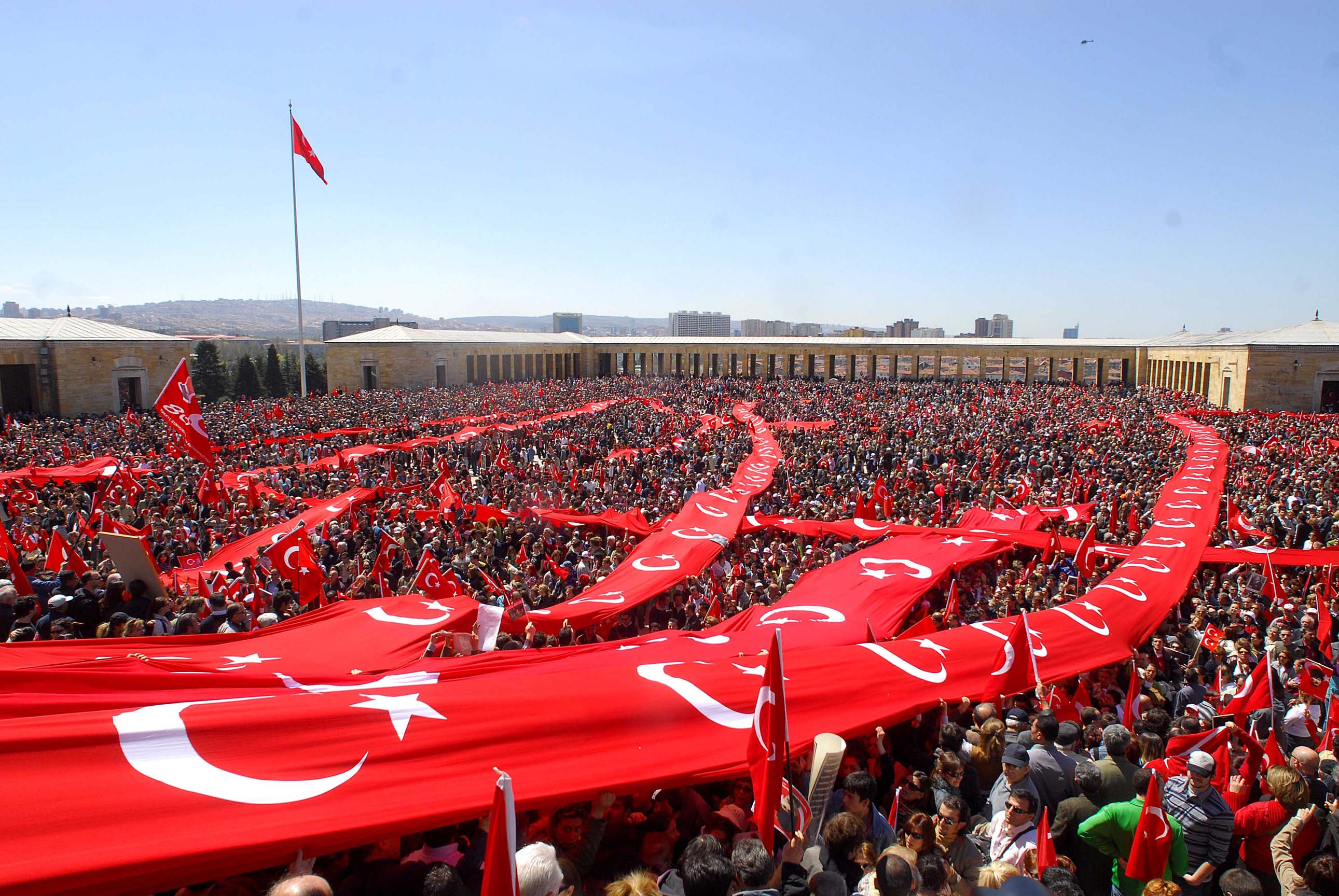
Kundgebung in Ankara, Motto: Cumhuriyetine Sahip Çık (deutsch: „tritt für deine Republik ein“)

Die Proteste für die Republik 2007 (türk.: Cumhuriyet Mitingleri) waren eine Serie von friedlichen Kundgebungen und Demonstrationen im Frühjahr 2007 in der Türkei, an denen auffällig viele Frauen teilnahmen. Sie richteten sich gegen eine mögliche Islamisierung der Türkei durch die regierende AKP und sprachen sich für den kemalistischen Laizismus als Bestandteil der türkischen Verfassung aus.

## Vorgeschichte
Im Jahr 2007 endete die Amtszeit des türkischen Staatspräsidenten Ahmet Necdet Sezer. Als Nachfolger waren Premierminister Erdoğan und der damalige Außenminister Abdullah Gül, beide Mitglieder der AKP, im Gespräch. Erdoğan hatte vor seinem Wechsel ins staatliche Bildungssystem eine religiöse İmam-Hatip-Schule besucht. Er bezeichnete sich als Anhänger der Scharia und hatte 14 Jahre zuvor in eine Pressekonferenz gesagt, es sei unmöglich, gleichzeitig Muslim und Laizist zu sein (Hem laik hem Müslüman olunmaz). Andere Äußerungen von ihm lauteten:

„„Demokratie ist kein Ziel, sondern ein Weg“. „Das System, das ich einführen möchte, kann nicht im Gegensatz zu Gottes Befehlen stehen“. „Mein Bezugssystem ist der Islam“.“

Seit ihrer Machtübernahme 2002 machte die AKP wiederholte Anläufe, das Kopftuchverbot an den türkischen Universitäten zu lockern, den Islamunterricht auszuweiten, den Alkoholausschank einzuschränken und strenggläubige Muslime in Schlüsselstellungen des Staatsapparates zu bringen. Die Frau des als Präsidentschaftskandidaten gehandelten Abdullah Gül hatte eine Kampagne der AKP-Vorgängerpartei FP gegen das Kopftuchverbot an Hochschulen angeführt, gegen das Verbot vor dem Straßburger EGMR geklagt und verloren. Auch sagte Gül 1995 in einem Interview mit dem britischen Guardian: „wir wollen definitiv das säkulare System ändern“ und „dies wird das Ende der türkischen Republik sein“. 
Diese Vorgeschichte Güls und Erdoğans führte zu Befürchtungen, die Türkei könne ihren in der Verfassung festgelegten laizistischen Charakter zugunsten einer Islamisierung aufgeben. So äußerte sich die oberste türkische Unterrichtsbehörde, in der alle türkischen Universitätsrektoren Mitglied sind, Anfang April, der Staatspräsident müsse die säkularen Werte der Türkei bewahren. Zum gleichen Zeitpunkt sagte der türkische Generalstabschef Yaşar Büyükanıt, als „Bürger und Angehöriger der Streitkräfte“ hoffe er, dass ein Kandidat zum Präsidenten gewählt werde, „der loyal zu den Prinzipien der Republik steht – und zwar mit Taten und nicht nur mit Worten“. Diese Äußerung wurde allgemein als Warnung an Erdoğan interpretiert. Auch der noch amtierende Staatspräsident Sezer warnte in einer Rede vor der Militärakademie in İstanbul vor einer drohenden Islamisierung, die Gefahr sei so groß wie nie zuvor.

## Kundgebungen

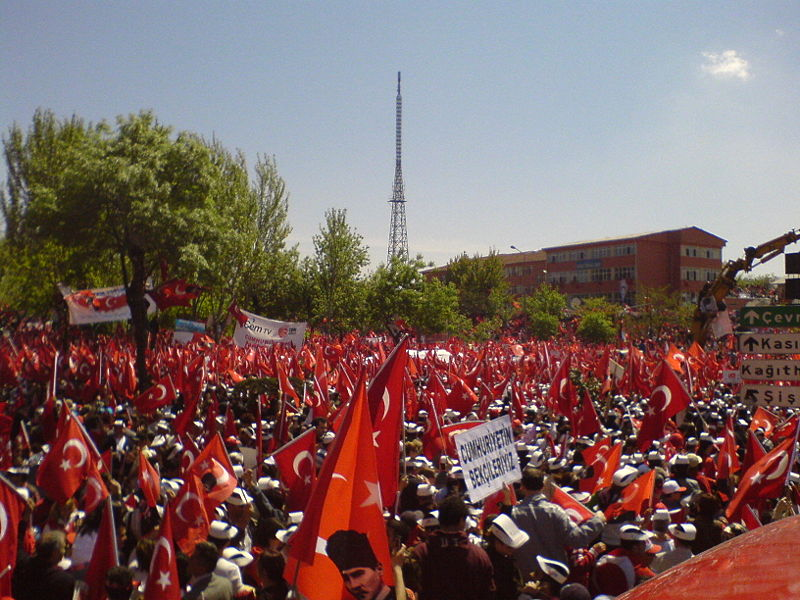
Kundgebung in İstanbul

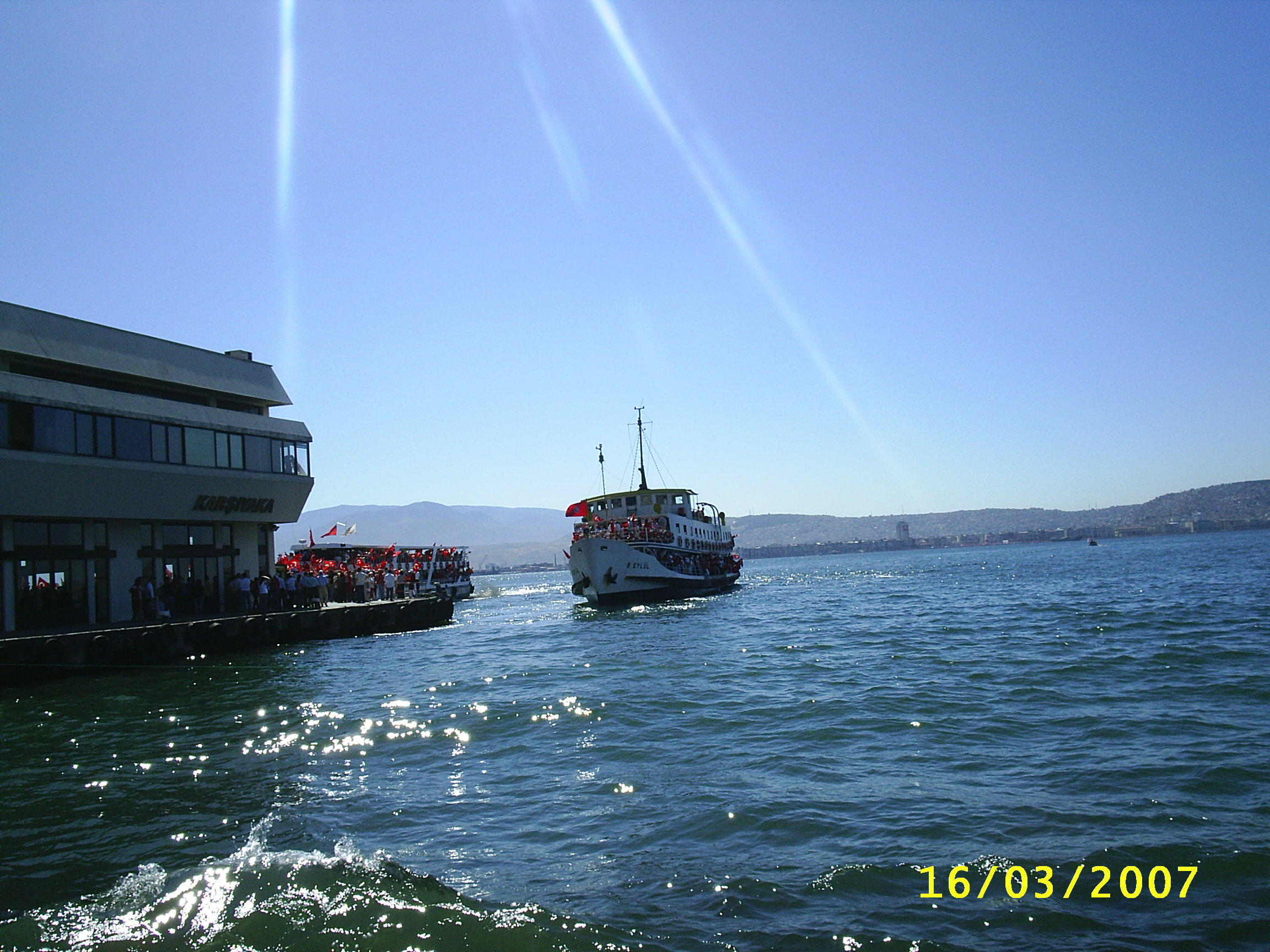
Fähre mit Demonstranten in İzmir

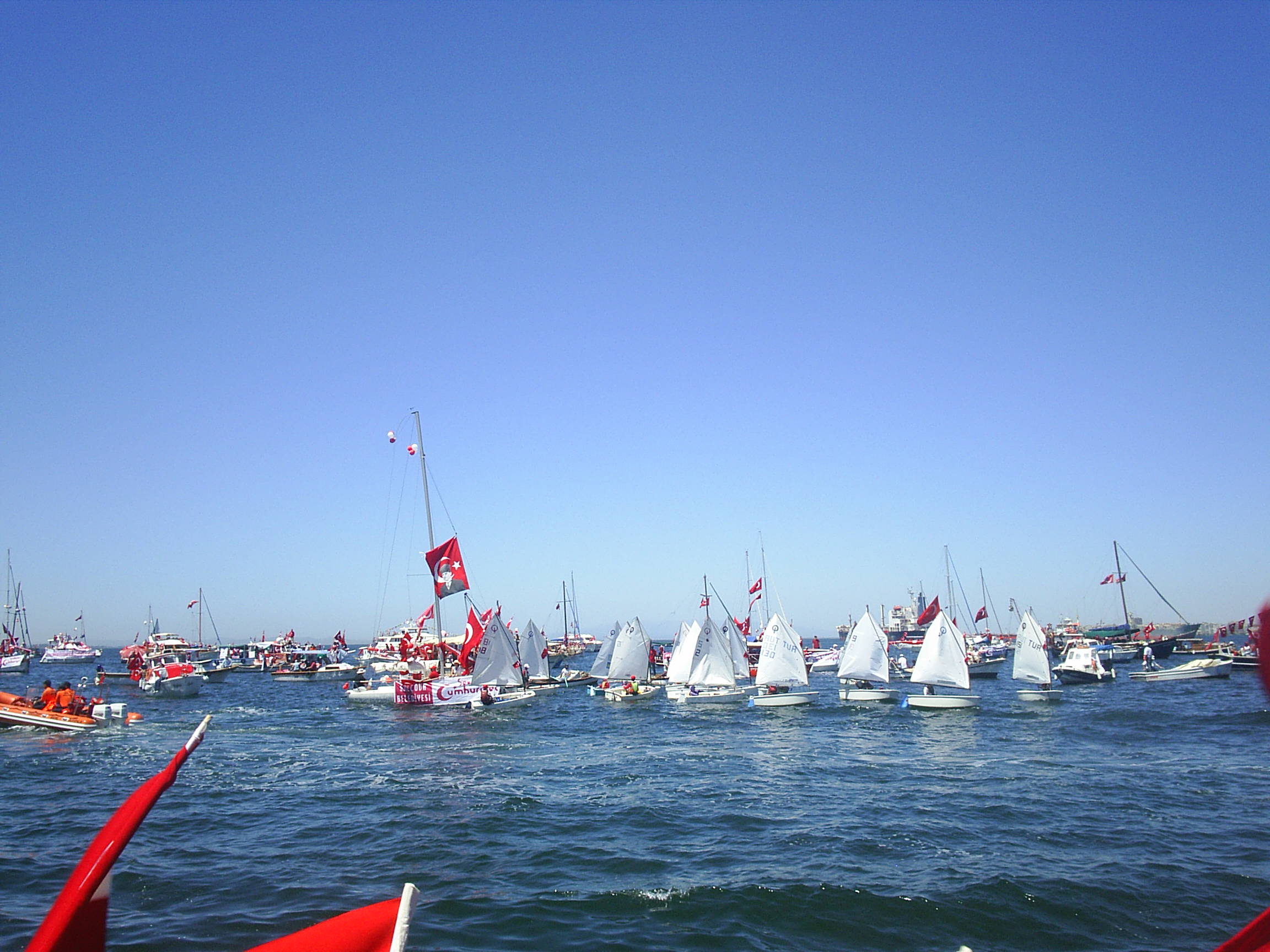
Meer bei İzmir

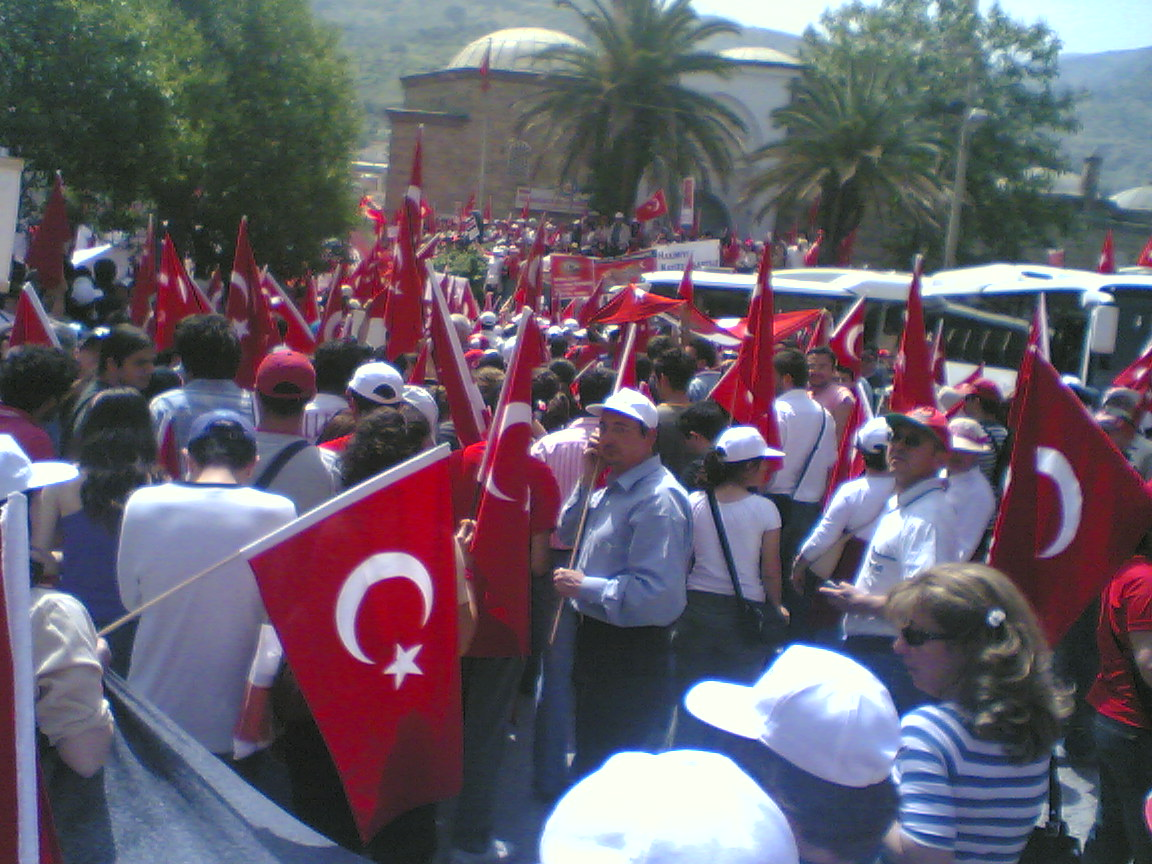
Kundgebung in Manisa

Die erste Kundgebung fand am 14. April in Ankara auf dem Tandoğan-Platz vor Atatürks Mausoleum Anıtkabir statt. Sie wurde von der ADD organisiert und hatte 100.000 – 300.000 Teilnehmer, unter ihnen der Führer der CHP, Deniz Baykal. Die Devise der Kundgebung war: Cumhuriyetine Sahip Çık (deutsch: „tritt für deine Republik ein“).  Viele Teilnehmer erschienen mit der türkischen Nationalflagge. Die Slogans lauteten u. a.: „Die Türkei ist weltlich und wird es bleiben“, „Verteidigt die Republik, morgen könnte es zu spät sein“, „Erdoğan, stell unsere Geduld nicht auf die Probe“ und „Wir wollen keinen Imam als Präsidenten“ (eine Anspielung auf Erdoğans Besuch einer religiösen Schule). 
Die AKP blieb von der Kundgebung unbeeindruckt, ihr Sprecher verwies darauf, dass seine Partei zehnmal so viele Anhänger mobilisieren könne. Am 18. April erklärte die Vorsitzende des Unternehmerverbands TÜSİAD, sie könne sich Erdoğan als Präsidentschaftskandidaten nicht vorstellen. Am 24. April gab daraufhin Abdullah Gül seine Kandidatur für das Amt des Staatspräsidenten bekannt. Die Wahlgänge im türkischen Parlament am 27. April und 3. Mai 2007 wurden von der Oppositionspartei CHP boykottiert, sodass Gül nicht das für die Wahl notwendige Zwei-Drittel-Quorum der Abgeordneten erreichte. Die türkischen Streitkräfte warnten vor dem Missbrauch der Religion für politische Zwecke und erklärten, dass sie zur Verteidigung des Säkularismus bereit seien. Der Unternehmerverband TÜSIAD sprach sich am selben Tag für Neuwahlen aus.
In dieser Situation fand am 29. April die zweite Großkundgebung vor dem Freiheitsdenkmal Abide-i Hürriyet auf dem Çağlayan-Platz in İstanbul statt. Sie wurde mehreren Frauenvereinigungen, darunter der Çağdaş Yaşamı Destekleme Derneği (deutsch:„Vereinigung für ein zeitgemäßes Leben“) organisiert, deren Vorsitzende Türkan Saylan die Notwendigkeit des Schutzes von Republik und Laizismus betonte. Die Teilnehmerzahl wurde auf eine Million geschätzt, von denen viele aus anderen Landesteilen angereist kamen. Unter den Demonstranten befanden sich wieder auffällig viele Frauen.
Am 3. Mai erklärte das türkische Verfassungsgericht auf Antrag der CHP die Wahl Güls zum Staatspräsidenten für nichtig. Einen Tag später setzte das Parlament Neuwahlen für den 22. Juli fest.
Am 5. Mai fanden weitere Demonstrationen in Manisa, Marmaris und Çanakkale mit mehreren zehntausend Teilnehmern statt, die von der ADD organisiert wurden.
Am 13. Mai, dem Muttertag, fand eine Großkundgebung auf dem Gündoğdu-Platz in İzmir statt, zu der mehrere Frauenverbände aufriefen. Die Teilnehmerzahl wurde auf 1,5 Millionen geschätzt. Nach Schätzungen der Stadtverwaltung kamen allein 200.000 Menschen auf Fähren in die am Meer gelegene Stadt. Nachdem eine auf einem Markt deponierte Bombe am Tag zuvor einen Menschen getötet und vierzehn verletzt hatte, war die Polizeipräsenz hoch. Einige Demonstranten trugen Papierhüte mit der Aufschrift: „Nein zum islamischen Recht, nein zum Militärputsch, für eine demokratische Türkei“, womit sie sich gegen die Drohung des Militärs aussprachen, in die Präsidentschaftswahl einzugreifen.
Weitere Kundgebungen fanden am nächsten Wochenende in Samsun und Denizli statt.
Bei den Wahlen am 22. Juli gelang es den großen Parteien, ihre Stimmenanzahl zu erhöhen, die AKP hatte anschließend eine komfortable Regierungsmehrheit. Gül wurde am 28. August im dritten Wahlgang zum Staatspräsidenten gewählt, die für die ersten beiden Wahlgänge notwendige Zwei-Drittel-Mehrheit hatte die AKP verfehlt.